# FKコロス・コヴァリフカ
FKコロス・コヴァリフカ（ウクライナ語: ФК Колос Ковалівка, 英語: FC Kolos Kovalivka）は、ウクライナのキーウ州ヴァスィリキーウ地区コヴァリフカをホームタウンとするサッカークラブである。

## 歴史
2012年に創設された。キーウ州サッカーリーグで3年間を過ごし、2012年から2014年まで3連覇を達成した後、プロサッカーリーグに参戦することを決定した。
2015-16シーズンにセカンドリーグに参加すると、プロリーグデビューシーズンに優勝してファーストリーグに昇格した。
2016-17シーズンと2017-18シーズンにファーストリーグで5位になり、2018-19シーズンにドニプロ-1に次ぐ2位の成績を残した。入れ替え戦でプレミアリーグに8シーズン連続で参加していたチョルノモレツ・オデッサに2試合合計スコア2-0で勝利して、プレミアリーグに初昇格した。
プレミアリーグのデビューシーズンとなった2019-20シーズンはヨーロッパリーグ出場権をかけたプレーオフに進出すると、準決勝でドニプロ-1を4-1で破り、決勝でマリウポリに延長戦の末に1-0で勝利して、UEFAヨーロッパリーグ 2020-21の予選2回戦出場権を獲得した。

## 獲得タイトル
- ウクライナ・セカンドリーグ：1回
  - 2015-16

## 過去の成績
| シーズン | ディビジョン     | ディビジョン | ディビジョン | ディビジョン | ディビジョン | ディビジョン | ディビジョン | ディビジョン | ディビジョン | ウクライナ・カップ |
| シーズン | リーグ           | 順位         | 試           | 勝           | 分           | 敗           | 得           | 失           | 点           | ウクライナ・カップ |
| -------- | ---------------- | ------------ | ------------ | ------------ | ------------ | ------------ | ------------ | ------------ | ------------ | ------------------ |
| 2016-17  | ファーストリーグ | 5位          | 34           | 16           | 9            | 9            | 52           | 38           | 57           | 2回戦敗退          |
| 2017-18  | ファーストリーグ | 5位          | 34           | 19           | 4            | 11           | 39           | 30           | 61           | 3回戦敗退          |
| 2018-19  | ファーストリーグ | 2位          | 28           | 15           | 9            | 4            | 45           | 18           | 54           | 2回戦敗退          |
| 2019-20  | プレミアリーグ   | 6位          | 32           | 10           | 2            | 20           | 33           | 59           | 32           | ベスト16           |
| 2020-21  | プレミアリーグ   | 4位          | 26           | 10           | 11           | 5            | 36           | 26           | 41           | 準々決勝敗退       |
| 2021-22  | プレミアリーグ   | 8位          | 18           | 7            | 3            | 8            | 14           | 23           | 24           | ベスト16           |
| 2022-23  | プレミアリーグ   | ８位         | 30           | 10           | 6            | 14           | 23           | 36           | 36           | 中止               |
| 2023-24  | プレミアリーグ   |              |              |              |              |              |              |              |              | ベスト32           |

## 欧州の成績
| シーズン | 大会                               | ラウンド  | 対戦相手                   | ホーム | アウェー     | 合計        |  |
| -------- | ---------------------------------- | --------- | -------------------------- | ------ | ------------ | ----------- |  |
| 2020-21  | UEFAヨーロッパリーグ               | 予選2回戦 | アリス                     | N/A    | 2-1          | N/A         |  |
| 2020-21  | UEFAヨーロッパリーグ               | 予選3回戦 | リエカ                     | N/A    | 0-2 (a.e.t.) | N/A         |  |
| 2021-22  | UEFAヨーロッパカンファレンスリーグ | 予選3回戦 | シャフチョール・カラガンダ | 0-0    | 0-0 (a.e.t.) | 0-0 (1-3 p) |  |

## 歴代所属選手
- ヴォロディームィル・リセンコ 2017-
- イェウヘン・セレズニョウ 2020-